# Frank Richardson (football)
Pour les articles homonymes, voir Frank Richardson.
Ne doit pas être confondu avec Frank Richardson (acteur).
Frank Richardson (né le 29 janvier 1897 à Barking dans le Grand Londres et mort le 30 décembre 1980) est un joueur de football anglais qui évoluait au poste d'attaquant.

## Palmarès
Plymouth Argyle
- Championnat d'Angleterre D3 :
  - Vice-champion : 1921-22 (Sud).
  - Meilleur buteur : 1921-22 (31 buts).